# Rey Pila
Rey Pila es una banda mexicana de rock conformada por Diego Solórzano, Rodrigo Blanco, Andrés Velasco y Miguel Hernández, aunque nació como el proyecto solista de Diego Solórzano, exvocalista y compositor de la agrupación Los Dynamite. El nombre de la banda proviene de un grafiti de Jean-Michel Basquiat que contenía las palabras en inglés "King Battery", cuya traducción al español es "Rey Pila".

## Historia

### Rey Pila
Tras separarse Los Dynamite en 2008, Diego Solórzano de inmediato empezó a trabajar en su proyecto solista. En el 2009, Diego viajó a Nueva York a grabar el primer disco homónimo de Rey Pila con el productor de origen norteamericano Paul Mahajan (TV on the Radio, Yeah Yeah Yeahs, Liars, The National). Este primer disco fue compuesto y coproducido por el mismo Diego y consta de diez tracks, de los cuales son cuatro en español y seis en inglés. Solórzano armó una nueva banda, conformada por Andrés Velasco, Rodrigo Blanco y Miguel Hernández (quien era bajista en Los Dynamite), para tocar las canciones del primer disco en vivo. Ellos se integraron de tiempo completo al proyecto, que para finales del 2011 ya era oficialmente un cuarteto.

### The Future Sugar
En el 2012, la banda entró en los estudios DFA en Nueva York para grabar su segundo LP con el productor Chris Coady (Beach House, Smith Westerns, Wavves). Con este nuevo disco, la banda fue contratada por Cult Records, discográfica neoyorquina fundada y operada por Julian Casablancas (vocalista de The Strokes), que editó "Alexander" como primer sencillo. El lado B de este sencillo es una versión del tema “Lady in Red” de Chris De Burgh.
En una entrevista con NME, Julian Casablancas describió la peculiar manera en la que descubrió a Rey Pila: "Estaba en las antiguas oficinas de Cult Records en Nueva York (ubicadas sobre la famosa librería Strand) cuando escuché a lo lejos una canción en la calle, que sonaba como un hit moderno mucho mejor que la música pop de la actualidad. Me inquietó la idea de que tal vez nunca sabría qué canción era. Rápidamente salí del lugar para descubrir que la melodía provenía de la oficina de enfrente, dónde reproducían el demo de una banda en búsqueda de una disquera. Esta pieza resultó ser “Alexander” de Rey Pila."
A finales del 2013, Rey Pila realizó su primera gira europea, abriendo los conciertos de Albert Hammond, Jr., guitarrista de The Strokes. En septiembre de 2014 la banda abrió parte de la gira de Interpol por Estados Unidos y Canadá.
En marzo del 2015, Rey Pila anunció la salida de su segundo álbum de estudio, The Future Sugar, que originalmente estaba programado para salir el 5 de mayo de ese mismo año. Un mes después, la banda estrenó un nuevo sencillo, "What a Nice Surprise" y salió de gira norteamericana con The Rentals (banda de Matt Sharp, exintegrante de Weezer).
Después de escuchar nuevas maquetas que la banda recién había terminado, Julian Casablancas convenció a la banda de agregar tres de estas canciones a The Future Sugar. El mismo Casablancas coprodujo estas tres nuevas canciones, y la fecha de lanzamiento del disco se retrasó. "Fire Away", una de las nuevas canciones coproducidas por Julian Casablancas, fue estrenada como sencillo el 16 de julio de 2015, y la nueva fecha de lanzamiento de The Future Sugar se fijó para el 25 de septiembre del 2015 (17 de julio en México). Para promocionar el lanzamiento de su nuevo disco, Rey Pila salió nuevamente de gira por Estados Unidos, esta vez junto a Brandon Flowers (vocalista de The Killers), y se presentó por segunda ocasión en el festival Austin City Limits.
El disco fue incluido en la lista de "Los mejores discos mexicanos del 2015" por el diario El País, así como en la lista de "Mejores discos latinos" de la revista Rolling Stone México. La emisora de radio mexicana Ibero 90.9 incluyó al sencillo "Fire Away" en su lista de las mejores canciones del año.
Rey Pila fue la banda invitada a abrir la gira por México de la agrupación estadounidense Maroon 5 en febrero del 2016. El 1 de abril del mismo año, Rey Pila realizó la presentación oficial de The Future Sugar con lleno total en el Lunario del Auditorio Nacional de la Ciudad de México.
El 31 de mayo del 2016, Rey Pila estrenó un video para su canción "Surveillance Camera", y esa misma noche abrió el concierto de sus nuevos compañeros de discográfica The Strokes en el Teatro Capitol de Port Chester, Nueva York.

### Wall of Goth EP
A finales del 2016, Rey Pila entró a los estudios Red Bull de Nueva York para grabar nuevas canciones bajo la producción de Julian Casablancas y Shawn Everett. Estas grabaciones resultaron en un EP de cuatro canciones titulado Wall of Goth EP, que fue editado por Cult Records el 28 de abril del 2017.
El 9 de septiembre del mismo año, Rey Pila realizó la presentación oficial de su nuevo EP con un lleno en El Plaza Condesa de la Ciudad de México. Posteriormente se fue de gira por Sudamérica, en el "Hollywood Bolívar Tour", junto a The Voidz y Promiseland. A finales del 2017, la emisora de radio mexicana Reactor 105.7 FM incluyó al sencillo "Ninjas" en su lista de las mejores canciones del año, ubicándola en el lugar #14.
En marzo de 2018, Rey Pila abrió los conciertos del Global Sprit Tour de Depeche Mode en la Ciudad de México. Ese mismo mes, la banda editó un cover de la canción "Israel" de Siouxie & The Banshees.

### Lucky No. 7 EP
Durante 2018 y 2019, Rey Pila realizó varios viajes a los estudios Sonic Ranch en Texas para empezar a grabar un nuevo disco. De estas sesiones se desprenden las cinco canciones que comprenden el Lucky No. 7 EP, editado el 26 de septiembre del 2019. Este lanzamiento fue el primero que realizó la banda sin un productor externo, ya que fue producido por ellos mismos y su productor e ingeniero de casa, Ricardo Acasuso.
Con este EP, Rey Pila fue invitado especial en la residencia de Ti Amo Mexico City de la agrupación francesa Phoenix. También fueron seleccionados por Robert Smith para abrir el concierto de The Cure en el Foro Sol de la Ciudad de México.

### Velox Veritas
El 21 de agosto de 2020 Rey Pila lanzó su tercer álbum de estudio titulado Velox Veritas. Al igual que su EP anterior, las grabaciones para este disco se realizaron en los estudios Sonic Ranch. La producción corrió a cargo de Diego Solórzano, con producción adicional de Dave Sitek (TV on the Radio) y Ricardo Acasuso.
El disco fue lanzado durante la Pandemia de Covid-19, por lo cual la banda no pudo apoyar el lanzamiento con presentaciones en vivo. La revista Rolling Stone incluyó al álbum en su lista de "Los mejores discos del 2020".
El artista mexicano Dr. Lakra realizó el arte de la portada del disco.

## Discografía

### Álbumes de estudio
- Rey Pila (2010)

- The Future Sugar (2015)

- Velox Veritas (2020)

- ESTAN STRANGE I (2024)

### Sencillos y EP
- Alexander (2013)
- Wall Of Goth EP (2017)
- Lucky No. 7 EP (2019)
- E.P. (2022)

## Premios y nominaciones

### 2011Premios IMAS
- Canción del Año - "No Longer Fun" (Ganadores)[43]
- Disco Solista - Rey Pila (Ganadores)

### 2014Premios UFI (Premios de la Música Independiente)
- Premio IMAS al Mejor Artista Mexicano - "Rey Pila" (Ganadores)[44]

### 2016Premios IMAS
- Disco Rock - The Future Sugar (Nominados)[45]